# Leonard Gyllenhaal
Pour les articles homonymes, voir Gyllenhaal.
Leonard Gyllenhaal [ˈjʏlːɛnˌhɑːl] est un militaire et entomologiste suédois, né le 3 décembre 1752 dans la paroisse de Bråttensby, dans le comté d'Älvsborg dans l’ouest de la Suède, et mort le 13 mai 1840.

## Études
Fils d’un officier, Leonard Gyllenhaal fait partie de la petite noblesse suédoise. Il poursuit ses études à Skara où il fréquente le futur poète Johan Henric Kellgren (1751-1795), les futurs naturalistes Anders Dahl (1751-1789), Adam Afzelius (1750-1837) et son frère le futur chimiste Johan (1753-1837), et avec qui il fait des excursions naturalistes. Comme ses amis, il étudie à l’université d'Uppsala auprès de Carl von Linné (1707-1778).

## Carrière militaire
Il ne reste à Uppsala qu’un seul trimestre et rejoint l’armée en 1769, suivant la tradition familiale. Il sert d’abord dans un régiment de cavalerie (Adelsfanan) avant d’être transféré dans le régiment drabantkåren (la Garde du corps). Il entretient une  correspondance régulière avec Linné et continue d’étudier l’histoire naturelle en amateur.
Gyllenhaal quitte l’armée en 1799 avec le rang de major. Mais comme il n’a pas accompli tout son temps, il doit retourner à la Garde du corps de temps en temps. Durant le reste de son temps, il travaille dans les propriétés de son père dans la paroisse de Norra Vånga en Gothie occidentale, qu’il dirige en 1784. Il développe ses propriétés et introduit la culture de nouvelles espèces comme le maïs américain.

## Carrière d'entomologiste
Mais son premier intérêt est, depuis sa jeunesse, l’entomologie. Sa collection, dès 1775, est riche de 1 300 espèces de coléoptères du Götaland. Il réalise un musée d’entomologie privé et une bibliothèque à Höberg qu’il nomme la maison de la mouche. À sa mort, sa collection de 400 boîtes d’insectes est léguée à l’Académie royale des sciences de Suède. Aujourd’hui, elle est préservée au musée de zoologie de l’université d’Uppsala.
Sa principale publication est Insecta Suecica (1808) où il décrit les insectes de Suède. Elle est récompensée d’une médaille d’or par l’Académie de Suède. La Société entomologique de France l’élit membre honoraire. Partisan des thèses d'Emanuel Swedenborg (1688-1772), il contribue à l’édition et la diffusion de ses écrits.

## Publications
- Nova acta regiae societatis scientiarum Upsaliensis (1799)
- Insecta suecica (1808)

## Descendance
Anders Leonard Gyllenhaal, l'un des petits-fils de Leonard Gyllenhaal s'est installé en Amérique. Anders est l'arrière-grand-père du réalisateur américain Stephen Gyllenhaal, lui-même père des acteurs, Jake Gyllenhaal et Maggie Gyllenhaal.